# Jozef Versou
Jozef Versou (Sint-Jans-Molenbeek, 28 november 1904 - 2 juni 1975) was een Vlaams autodidact en schrijver. Hij schreef een aantal romans in het genre van het socialistisch realisme en theoretische geschriften. 
Van zijn literaire werk is zijn trilogie over het proletariaat tussen de Eerste en de Tweede Wereldoorlog het bekendst: Proletariaat (1934), De paradijsgang (1961) en De strijd (1967). In het werk Stemmen der Vrijheid uit 1947 onderzoekt Versou de "proletarische letterkunde" in Nederland en Vlaanderen. Het is een van de weinige voorbeelden van een omvattende communistische visie op de Nederlandstalige literatuur en stond bloot aan kritiek wegens vermeende tendentieuze inhoud. 
Versou heeft betekenis als een van de weinige Nederlandstalige auteurs in het genre van het socialistisch realisme.

## Werk
- Hermina (1931)
- Proletariaat (1934)
- Nieuwe reis naar Utopia (1946)
- Stemmen der Vrijheid (1947)
- Het socialistisch realisme als wereldbeeld en scheppingsmethode van de vooruitstrevende kunstenaar (1955)
- De paradijsgang (1961)
- De strijd (1967)